# Vereinigung der kommunalen Arbeitgeberverbände
Vereinigung der kommunalen Arbeitgeberverbände (skrót: VKA, pol. Zrzeszenie Komunalnych Organizacji Pracodawców) – niemiecka organizacja pracodawców, federacja komunalnych jednostek administracji i zakładów. Reprezentuje interesy pracodawców zatrudniających ok. 2 miliony pracowników.

## Organizacja
Siedzibą organizacji mieści się we Frankfurcie n. Menem. Kierownikami zarządu są: Manfred Hoffmann i Gerhard Kappius. Prezydentem VKA jest monachijski radny Thomas Böhle.

## Układy zbiorowe
VKA spełnia ważną rolę jako partner dialogu ze związkami zawodowymi; była lub nadal jest stroną następujących znaczących układów zbiorowych pracy zawieranych dla pracowników niemieckich służb publicznych:
- BAT z dnia 23 lutego 1961
- Bundesmanteltarifvertrag Gemeinden (BMT-G)
- Tarifvertrag Versorgungsbetriebe (TV-V)
- Tarifvertrag öffentlicher Dienst (TVöD) z dnia 13 września 2005
- Tarifvertrag für Auszubildende des öff. Dienstes (TVAöD) z dnia 13 września 2005
- Tarifvertrag zur Zukunftssicherung der Krankenhäuser (TV-ZuSi) z dnia 23 sierpnia 2005